# Futbolista del año en Dinamarca

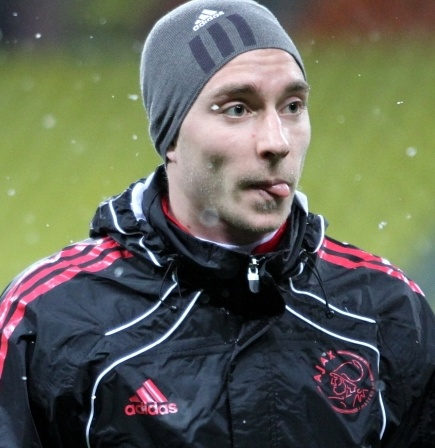
Christian Eriksen, galardonado en varias ocasiones como futbolista del año en Dinamarca

El premio al Futbolista Danés del año es un galardón anual que se otorga al mejor jugador de fútbol de Dinamarca en cualquier liga del mundo. El premio lo organiza la Asociación de Fútbol de Dinamarca (DBU), desde 1963. El ganador se decide por votación de los futbolistas profesionales daneses.

## Palmarés

### Hombres
- 1961 Harald Nielsen, Frederikshavn/Bologna
- 1963 Jens Petersen, Esbjerg
- 1964 Ole Madsen, HIK
- 1965 Kaj Poulsen, Vejle
- 1966 Leif Nielsen, Frem
- 1967 Johnny Hansen, Vejle
- 1968 Henning Munk Jensen, AaB
- 1969 Allan Michaelsen, B 1903
- 1970 Jan Larsen, AB
- 1971 Birger Pedersen, Hvidovre
- 1972 Per Røntved, Brønshøj
- 1973 Hans Aabech, Hvidovre
- 1974 Niels-Christian Holmstrøm, KB
- 1975 Henning Munk Jensen (2), AaB
- 1976 Flemming Ahlberg, Frem
- 1977 Allan Hansen, OB
- 1978 Ole Kjær, Esbjerg
- 1979 Jens Jørn Bertelsen, Esbjerg
- 1980 Lars Bastrup, AGF
- 1981 Allan Hansen (2), OB
- 1982 Michael Laudrup, Brøndby
- 1983 Morten Olsen, Anderlecht
- 1984 Preben Elkjær, Verona
- 1985 Michael Laudrup (2), Juventus
- 1986 Morten Olsen (2), Köln
- 1987 John 'Faxe' Jensen, Brøndby
- 1988 Lars Olsen, Brøndby
- 1989 Brian Laudrup, Brøndby/Bayer Uerdingen
- 1990 Peter Schmeichel, Brøndby
- 1991 Kim Vilfort, Brøndby
- 1992 Brian Laudrup (2), Bayern Munich/Fiorentina
- 1993 Peter Schmeichel (2), Manchester United
- 1994 Thomas Helveg, Udinese
- 1995 Brian Laudrup (3), Glasgow Rangers
- 1996 Allan Nielsen, Brøndby/Tottenham
- 1997 Brian Laudrup (4), Glasgow Rangers
- 1998 Ebbe Sand, Brøndby
- 1999 Peter Schmeichel (3), Manchester United
- 2000 René Henriksen, Panathinaikos
- 2001 Ebbe Sand (2), FC Schalke 04
- 2002 Jon Dahl Tomasson, Feyenoord/AC Milan
- 2003 Morten Wieghorst, Brøndby
- 2004 Jon Dahl Tomasson (2), AC Milan
- 2005 Christian Poulsen, FC Schalke 04
- 2006 Christian Poulsen (2), FC Schalke 04/Sevilla FC
- 2007 Daniel Agger, Liverpool F.C.
- 2008 Martin Laursen, Aston Villa
- 2009 Simon Kjær, Palermo
- 2010 William Kvist, Copenhague
- 2011 William Kvist (2), VfB Stuttgart
- 2012 Daniel Agger (2), Liverpool
- 2013 Christian Eriksen, Ajax/Tottenham Hotspur
- 2014 Christian Eriksen (2), Tottenham Hotspur
- 2015 Christian Eriksen (3), Tottenham Hotspur
- 2016 Kasper Schmeichel, Leicester City
- 2017 Christian Eriksen (4), Tottenham Hotspur
- 2018 Christian Eriksen (5), Tottenham Hotspur
- 2019 Kasper Schmeichel (2), Leicester City
- 2020 Kasper Schmeichel (3), Leicester City
- 2021 Simon Kjær, AC Milan

### Mujeres
- 2000 Gitte Krogh, OB
- 2001 Christine Bonde, Fortuna Hjørring
- 2002 Heidi Johansen, OB
- 2003 Anne Dot Eggers Nielsen, Skovbakken IK
- 2004 Cathrine Paaske-Sørensen, Brøndby
- 2005 Merete Pedersen, Torres
- 2006 Cathrine Paaske-Sørensen (2), Brøndby
- 2007 Katrine Pedersen, Asker Fotball
- 2008 Mariann Gajhede, Fortuna Hjørring
- 2009 Mia Brogaard, Brøndby
- 2010 Line Røddik, Tyresö
- 2011 Sanne Troelsgaard, Skovbakken
- 2012 Theresa Nielsen, Brøndby
- 2013 Katrine S. Pedersen (2), Stabæk
- 2014 Simone Boye Sørensen, Brøndby
- 2015 Pernille Harder, Linköping
- 2016 Pernille Harder, Linköping
- 2017 Pernille Harder, VfL Wolfsburgo
- 2018 Pernille Harder, VfL Wolfsburgo
- 2019 Pernille Harder, VfL Wolfsburgo
- 2020 Pernille Harder (7), VfL Wolfsburgo/Chelsea
- 2021 Signe Bruun, Olympique de Lyon